# Henri Ducard
Henri Ducard est un personnage de fiction créé par Sam Hamm et Denys Cowan dans Detective Comics #599 en 1989.

## Biographie du personnage (comic)
Lorsque Bruce Wayne voyageait à travers le monde pour s'entraîner à combattre le crime, il fait la rencontre de Henri Ducard à Paris. Ce dernier l'entraine alors. Il enseigne à Bruce que la brutalité et la ruse sont un bon moyen pour combattre les criminels. Vers la fin de son entraînement, Ducard tue de sang-froid un fugitif à la manière d'un sniper. Pour Bruce c'est une limite qu'il ne veut pas dépasser. Il se dispute avec Ducard et décide de le quitter et d'aller voir un autre détective, ailleurs dans le monde. 
Des années plus tard, Henri Ducard mène une enquête à Gotham City, y démontrant une fois de plus son manque de morale en travaillant en même temps pour les criminels et pour la loi. Il déduit l'identité de Batman, mais il garde cette information pour lui et quitte par la suite la cité de Gotham. Henri Ducard a aussi travaillé avec Robin, qui était parti à Paris pour s'entraîner comme Bruce l'avait fait. 

### Renaissance DC
Après l'évènement Flashpoint qui recré l'univers DC, l'histoire originale est modifiée, Bruce Wayne s'est toujours entraîné avec Henri Ducard, mais celui-ci est alors plus amoral que dans l'histoire originale. De plus, il a un fils, Morgan Ducard :
Des années avant l'entrainement de Bruce, Henri Ducard rencontre Felicity Strode et les deux ont coup de foudre. Sans que Ducard soit au courant, Felicity a pour mission de l’assassiner. Le couple a un enfant, dénommé Morgan. Celui-ci vénère son père, bien que ce dernier soit toujours en mission. Un jour, les employeurs de Felicity la retrouvent et demandent la mort d'Henri sinon elle et son fils seront tués. Morgan coupe court au plan en tuant sa propre mère.
Maintenant au courant de la vérité, Henri entraîne son fils dans son travail. Un jour, Bruce Wayne demande aux Ducard de l'aide pour son entrainement, Henri accepte de lui montrer ce qu'il connait. Durant une chasse à l'homme, Morgan va tuer froidement sa cible, Bruce en désaccord avec les méthodes meurtrières de Ducard quitte le groupe. Alors, Henri va demander à Morgan d'éliminer Bruce Wayne, car il pourrait parler aux autorités. Morgan s'exécute et utilise un fusil de précision pour l'abattre. Il réussit à atteindre Bruce à la poitrine, mais celui-ci ne succombe pas à sa blessure. Il devient alors enragé et attaque violemment Morgan.
Plusieurs années passent et Morgan devient « Personne » (Nobody), un assassin de vilains. Il juge que les méthodes non-meurtrières de Batman sont inadéquates. Il veut se venger de l'humiliante défaite de n'avoir pas pu le tuer en tentant de recruter Damian Wayne, le fils de Bruce, et de se débarrasser de Batman Inc. Le plan de « Personne » échoue et il est tué par Damian.

## Apparitions dans d'autres médias
En 2005, dans le film Batman Begins de Christopher Nolan, Henri Ducard est le pseudonyme employé par le véritable Ra's al Ghul, membre de la Ligue des ombres, et interprété par Liam Neeson, qui projette de détruire Gotham City.
Ra's apparait également en 2012, dans le film The Dark Knight Rises de Christopher Nolan qui clôt la trilogie The Dark Knight, dans un rêve fait par Bruce Wayne. Sa fille, Miranda Tate, alias Talia al Ghul est jouée par Marion Cotillard.
En 2023, interprété par Charles Mesure, il apparait dans Gotham Knights à la fin du dernier épisode de l'unique saison de la série.